# Pollia mannii
Pollia mannii är en himmelsblomsväxtart som beskrevs av Charles Baron Clarke. Pollia mannii ingår i släktet Pollia och familjen himmelsblomsväxter. Inga underarter finns listade.